# Kawika Shoji
Kawika Shoji (né le 11 novembre 1987 à Honolulu, à Hawaï) est un joueur américain de volley-ball. Il mesure 1,90 m et joue passeur. Il totalise 25 sélections en équipe des États-Unis.

## Biographie
Il est le fils de Dave Shoji, ancien entraîneur de l'équipe féminine des États-Unis, et le frère d'Erik Shoji, également joueur international américain de volley-ball.

## Clubs
| Club                     | De        | À         |
| ------------------------ | --------- | --------- |
| Tampereen Isku-Volley    | 2010-2011 | 2010-2011 |
| Berlin Recycling Volleys | 2011-2012 | ...       |

## Palmarès
- Coupe panaméricaine (1)
  - Vainqueur : 2012
  - Finaliste : 2011
- Championnat d'Amérique du Nord des moins de 21 ans
  - Finaliste : 2006
- Championnat d'Allemagne (3)
  - Vainqueur : 2012, 2013, 2014
- Championnat NCAA (1)
  - Vainqueur : 2010
- Coupe de Finlande (1)
  - Vainqueur : 2011